# 히스테릭 패닉
히스테릭 패닉(일본어: ヒステリックパニック, Hysteric panic)은 2012년에 결성된 일본의 나고야 출신 익스트림 J-pop 록 밴드이다. 2015년 4월 1일에 메이저데뷔로 "우소츠키"를 발매하였다. 히스테릭 패닉을 줄여서 일본에서는 히스파니, 한국에서는 히스패닉이라고 부른다.

## 멤버
총 다섯 명으로 구성되어 있다.
- 보컬 とも (토모) - 극악하기 짝이없는 샤우트&스크리밍, 그리고 교묘한 말장난에 의한 유일무이의 가사를 생성하는 멘헤라
- 보컬 Gt.Tack朗 (타크로) - 초절 하이톤 보이스의 소유자. 히스테릭 패닉의 멜로디는 tack로의 갑자기 외치는 괴성에서 태어났다. JUMP를 하면 스테이지가 흔들리는 히스패닉의 리더!!
- 기타 Chor.$EIGO (세이고) -히스테릭 패닉의 사운드, 음성, 음악에 흥취를 뿌리는 $EIGO, 독자적으로 생각하는 하모니는 하모네프를 아마 초월했다.
- 베이스 おかっち (오캇치) - 히스테릭 패닉의 저음대역은 완전히 맡겨!! 확실한 리듬과 하이센스한 운지로 매료시키는 물방울 계 남자
- 드럼 やっち (얏치) - 가끔 보이는 미소가 큐트

## 음반
1st Demo 'WiLL' (2012.04.01)
1. WILL

1st EP  '「4U」' (2013.07.17)
1. Intro 〜Identity〜
2. 人生ゲーム
3. i scream
4. TeaR

라이브 회장 한정 single 'EXTRA ISSUE'(2014.01.05)
1. ファッキンホット
2. SEXTREME

mine Album 'センチメンタル・サーカス'(2014.07.16)
1. D.C.(SE)
2. 憂&哀
3. ねこ地獄
4. The Calling
5. VAMP
6. AM27:00

라이브 회장 한정 판매 single 'Last Issue' (2015.01.04)
1. モニコ
2. GOSSIPS
3. えす☆け～ぷ

메이져 데뷔 싱글 'うそつき。'(2015.04.01)
1. うそつき。
2. Purple Haze
3. うそつき。（ KARAOKE ）

첫번째 풀 앨범 'オトナとオモチャ'(2015.07.15)
1. メジャーデビューしました
2. うそつき。
3. スイーツダンス
4. ラウド日本昔ばなし
5. MISSION 5
6. えす☆け～ぷ（オトナとオモチャVer.)
7. ファッキンホット（オトナとオモチャVer.)
8. ～raison d'etre～
9. あいのかち
10. サイコロジック
11. オトナのオモチャ
12. ライジングさん

라이브 회장 한정 판매 single 'Big Issue' (2016.01.04)
1. masquerade
2. なんてったってラウドル
3. Black Sheep

싱글 'シンデレラ・シンドローム'(2016.04.20)
1. シンデレラ・シンドローム
2. ねこマフィア
3. シンデレラ・シンドローム〔KARAOKE〕

두번째 풀 앨범 'ノイジー・マイノリティー'(2016.07.20)
1. The New Beginning
2. シンデレラ・シンドローム
3. Blood Ocean
4. エクストリームおっぱいダイナマイト8000
5. Brain Dead
6. Adrenaline
7. しぐなる
8. ～Sprout～
9. ハナウタ
10. 世界の尾張
11. なんてったってラウドル
12. Holograph
13. おわかれかい

mini Album 'LIVE A LIVE' (2017.06.21)
1. A：LIVE
2. ガチ恋ダークネス
3. 月曜日が始まんで～
4. Head Bang!
5. 全日本ぬるぬる音頭
6. ブルーバード
7. swan song

## 참고 사이트
- 히스패닉 공식 바이오그래피